# Дамхурц (посёлок)
Дамхурц (абаз. Дамхвырцӏа, карач.-балк. Дамхурц)  — посёлок в Урупском районе Карачаево-Черкесской республики Российской Федерации. Входит в состав Загеданского сельского поселения.

## География
Расположено  в юго-западной части республики, в южной части Урупского района, в лесной горной местности, на берегу реки Большая Лаба, при впадении ее притока реки Дамхурц. 
Две улицы: ул. Лесная и ул. Центральная

## Население
| 2002 | 2010 | 2021 |
| ---- | ---- | ---- |
| 25   | ↘16  | ↗40  |

## Инфраструктура
Посёлок обслуживается отделением почты 369277, находящее в центре поселения — посёлке Пхия.

## Транспорт
Стоит на автодороге «Псемен ‐ Пхия» (идентификационный номер  91 ОП МЗ 91 Н‐070).